# Blang Bayu (Seunagan Timur)
Blang Bayu is een bestuurslaag in het regentschap Nagan Raya van de provincie Atjeh, Indonesië. Blang Bayu telt 466 inwoners (volkstelling 2010).